# Еврокалькулятор

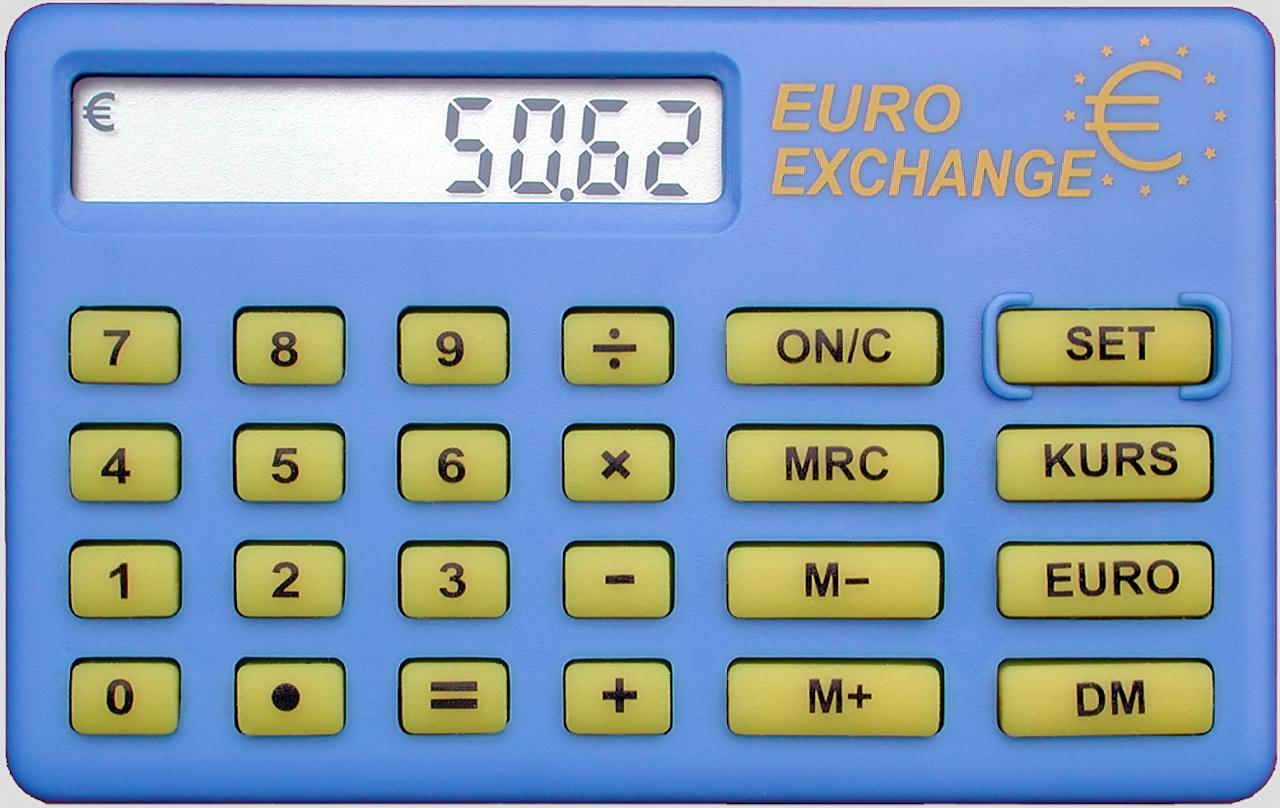
Еврокалькулятор для Германии

Еврокалькулятор — тип калькулятора, широко применявшийся в европейских государствах — членах Евросоюза, в период вхождения в еврозону и перехода с национальной валюты на евро.
В данном типе калькулятора была введена функция, позволяющая пересчитывать стоимость товара с бывшей национальной валюты (например, песо в Испании) на евро, и наоборот, чтобы жителям страны, переходящей на евро, было проще разобраться с тратами при введении евро.
Эти калькуляторы были очень популярны в первые месяцы перехода на евро.
Еврокалькуляторы раздавались бесплатно, часто по почте или через председателей своих квартирных товариществ.

## Производство и стоимость
Средства на их покупку отпускались стране, переходящей на евро, Европейской комиссией в рамках расходов на еврокоммуникацию.
Министерство финансов Эстонии в 2010 году заказало еврокалькуляторы на китайском предприятии Putian Hanjiang Bai Li Electronic Plastic Co Limited, на сумму в 4,79 миллиона крон, затем в 2011 году ещё дополнительно заказало 30 000 калькуляторов на сумму 33 500 долларов США.

## Мнения
По словам министра финансов Эстонии Юргена Лиги, еврокалькуляторы «это — общеевропейская идея, и подобного рода идеи навязываются к исполнению, в противном случае государство подвергается критике».
По мнению депутата Европарламента Индрека Таранда еврокалькуляторы являются пропагандистскими материалами.
При введении евро в Эстонии часть еврокалькуляторов оказалась неисправными.